# Pili trianguli et canaliculi
Pili trianguli et canaliculi, también llamado síndrome del cabello impeinable, es una anomalía del cabello que pertenece al grupo de enfermedades conocidas como displasias pilosas. Es de carácter hereditario y se transmite según un patrón autosómico dominante, aunque es frecuente que los afectados no tengan ningún antecedente familiar conocido. La primera descripción de la enfermedad fue realizada por Dupré en el año 1973. 
El pelo crece en diferentes direcciones, es de color rubio o presenta un tono pajizo, es más rígido de lo normal y tiende a estar alborotado, las personas afectadas tienen dificultad para poder peinarse, no existe calvicie y la velocidad de crecimiento del pelo es normal. Cuando se analiza el cabello al microscopio, el tallo piloso presenta una sección triangular característica. Los síntomas se inician en la infancia antes de los 12 años y tienden a mejorar a partir de la adolescencia. Se trata de un proceso benigno que no precisa tratamiento.